# A-region

Sveriges uppdelning i A-regioner sedan 2006.

A-region (arbetsmarknadsregion) är ett svenskt statistiskt begrepp.
Indelningen i de 70 A-regionerna gjordes på 1960-talet och regionerna utgjorde då näringsgeografiskt sammanhängande områden omfattande en eller flera arbetsmarknader. Indelningen har inte ändrats sedan dess och är sedan 1990 i arbetsmarknadssammanhang ersatt av indelningen i lokala arbetsmarknadsregioner, LA-regioner.
Ofta används begreppet i dagspressammanhang för att beskriva en tidnings huvudsakliga spridningsområde. I många fall är detta spridningsområde detsamma som en eller flera a-regioner. Genom att en tidning väljer att koncentrera sin lokala rapportering till en bestämd a-region, vet därmed annonsörerna att läsekretsen finns inom ett visst område där de tenderar att både bo och arbeta.
A-regionernas ytstorlek och invånarantal är starkt varierande. Till exempel är Stockholm och Södertälje en gemensam a-region, med 1.812.745 invånare (2004), medan Sollefteås a-region endast har 21.264 invånare (2004). En a-region som  Lycksele, med 36.449 invånare (2004), inbegriper inte bara den egna kommunen utan större delen av Västerbottens läns inland. Ofta används nummer, till exempel 4 = Uppsalaområdet.
De sjuttio svenska a-regionerna är:
1. Stockholm/Södertälje
2. Norrtälje
3. Enköping
4. Uppsala
5. Nyköping
6. Katrineholm
7. Eskilstuna
8. Mjölby/Motala
9. Linköping
10. Norrköping
11. Jönköping
12. Tranås
13. Eksjö/Nässjö/Vetlanda
14. Värnamo
15. Ljungby
16. Växjö
17. Västervik
18. Hultsfred/Vimmerby
19. Oskarshamn
20. Kalmar/Nybro
21. Visby
22. Karlskrona
23. Karlshamn
24. Kristianstad
25. Hässleholm
26. Ängelholm
27. Helsingborg/Landskrona
28. Malmö/Lund/Trelleborg
29. Ystad/Simrishamn
30. Eslöv
31. Halmstad
32. Falkenberg/Varberg
33. Göteborg/Alingsås
34. Uddevalla
35. Trollhättan/Vänersborg
36. Borås
37. Lidköping/Skara
38. Falköping
39. Skövde
40. Mariestad
41. Kristinehamn/Filipstad
42. Karlstad
43. Säffle/Åmål
44. Arvika
45. Örebro
46. Karlskoga
47. Lindesberg
48. Västerås
49. Köping
50. Fagersta
51. Sala
52. Borlänge/Falun
53. Avesta/Hedemora
54. Ludvika
55. Mora
56. Gävle/Sandviken
57. Bollnäs/Söderhamn
58. Hudiksvall/Ljusdal
59. Sundsvall
60. Härnösand/Kramfors
61. Sollefteå
62. Örnsköldsvik
63. Östersund
64. Umeå
65. Skellefteå
66. Lycksele
67. Piteå
68. Luleå/Boden
69. Haparanda/Kalix
70. Kiruna/Gällivare